# 浐灞生态区
为解决城市东部环境恶化问题，满足城市扩容发展的需要，2004年8月于中国陕西省西安市城区东部建立浐灞生态区，规划面积129平方公里（集中治理区89平方公里），为国家级生态示范区之一， 是西安市统筹城乡、推动生态经济发展的重点区域。

## 名称来源
“浐灞”这一名称来源于“长安八水”中的浐水水系和灞水水系。

## 地理区位
浐灞生态区位于西安城区东部，主体位于西安市灞桥区和未央区，距离市中心10公里。北到渭河，南到绕城高速，包括浐灞河两河四岸的南北向带状区域。内外与西安纺织新区，西安国际港务区毗邻。

## 发展历程
2004年9月9日，“西安市浐灞河综合治理开发建设管理委员会”挂牌成立，为西安浐灞生态区前身。
2005年1月，浐灞河管委会第一个重点项目——广运潭生态景观区项目启动。
2007年11月，西安浐灞生态区成为欧亚经济论坛永久性会址。
2011年7月，经国家环保部批准成为国家级生态区。
2011年4月至10月，2011年西安世界园艺博览会在浐灞举办。
2017年，浐灞生态区成为中国（陕西）自由贸易试验区的一部分。

## 交通
西安地铁1号线、3号线城市三环经过区内。

## 未来发展
西安浐灞生态区未来还将形成：
西安金融商务区
西安领事馆区